# 마이크 이루지오니
마이클 앤서니 "마이크" 이루지오니(영어: Michael Anthony "Mike" Eruzione, 1954년 10월 25일 ~ )는 미국의 아이스하키 선수, 지도자로 현역 시절 포지션은 레프트윙이다. "빙판 위의 기적"으로 잘 알려진 1980년 동계 올림픽에 참가한 미국 대표팀의 주장을 맡았다.